# Приволжское книжное издательство
«Приво́лжское кни́жное изда́тельство» — советское государственное издательство. Основано в 1963 году в Саратове.

## История
Образовано в 1963 году посредством объединения «Саратовского книжного издательства», «Пензенского книжного издательства» и «Ульяновского книжного издательства». Имело отделения в Пензе, основанное на базе «Пензенского книжного издательства», и отделение в Ульяновске, основанное на базе «Ульяновского книжного издательства. Находилось в подчинении Государственного комитета Совета министров РСФСР по печати.
Специализировалось на выпуске массово-политической, производственно-технической, сельскохозяйственной, художественной и краеведческой литературы. Выпускало книжные серии о жизни и деятельности В. И. Ленина и членов его семьи, «Солдаты революции», «Их имена в истории края», «Так закалялась сталь» и другие.
| Статистика по объёмам производства. 1979–1990 годы | Статистика по объёмам производства. 1979–1990 годы | Статистика по объёмам производства. 1979–1990 годы | Статистика по объёмам производства. 1979–1990 годы | Статистика по объёмам производства. 1979–1990 годы | Статистика по объёмам производства. 1979–1990 годы | Статистика по объёмам производства. 1979–1990 годы | Статистика по объёмам производства. 1979–1990 годы |
| —                                                  | 1979                                               | 1980                                               | 1982                                               | 1983                                               | 1984                                               | 1985                                               | 1990                                               |
| -------------------------------------------------- | -------------------------------------------------- | -------------------------------------------------- | -------------------------------------------------- | -------------------------------------------------- | -------------------------------------------------- | -------------------------------------------------- | -------------------------------------------------- |
| Книг и брошюр, печатных единиц                     | 85                                                 | 88                                                 | 88                                                 | 91                                                 | 91                                                 | 90                                                 | 70                                                 |
| Тираж, млн экз.                                    | 3,0                                                | 2,8207                                             | 2,479                                              | 2,7668                                             | 2,7633                                             | 2,2504                                             | 1,5451                                             |
| Печатных листов-оттисков, млн                      | н. д.                                              | 28,084                                             | 29,8364                                            | 27,957                                             | 27,9198                                            | 27,8031                                            | 27,9582                                            |